# Michaił Boncz-Brujewicz
Michaił Dmitriewicz Boncz-Brujewicz (ros. Михаил Дмитриевич Бонч-Бруевич; ur. 12 lutego?/24 lutego 1870 w Moskwie, zm. 3 sierpnia 1956 tamże) – generał major Imperium Rosyjskiego, generał porucznik Armii Czerwonej, doktor nauk wojskowych i technicznych, brat sowieckiego działacza partyjnego Władimira Boncz-Brujewicza.

## Życiorys
Urodził się w rodzinie geodety. W 1890 ukończył Konstantynowski Instytut Mierniczy, a w 1891 – fakultet matematyki Uniwersytetu Moskiewskiego. Wykształcenie wojskowe przeszedł w Moskiewskiej Junkierskiej Szkole Piechoty. Oficer od 1892. Nikołajewską Akademię Sztabu Generalnego ukończył w 1898. Dowódca kompanii, później batalionu. Służył w sztabie dywizji i w sztabie Kijowskiego Okręgu Wojskowego. W 1904 został pułkownikiem. Od 1908 w sztabie Warszawskiego Okręgu Wojskowego. Od października 1908 szef sztabu Twierdzy Libawskiej.
Z początkiem I wojny światowej, we wrześniu 1914, został mianowany generał majorem i wyznaczony kwatermistrzem 3 Armii gen. N. Ruzskiego, a od 17 września kwatermistrzem Frontu Północno-Zachodniego. Był inicjatorem wysiedlenia Żydów ze strefy przyfrontowej z obawy przed szpiegowaniem na rzecz przeciwnika. Od kwietnia 1915 w dyspozycji Naczelnego Dowódcy, potem szef sztabu 6 Armii. Od 20 sierpnia 1915 szef sztabu Frontu Zachodniego. Zdjęty ze stanowiska i oddany do dyspozycji dowódcy Frontu. Od 25 lutego 1916 pełnił obowiązki dowódcy garnizonu Psków, gdzie była kwatera główna gen. A. Ruzskiego.
Po rewolucji lutowej 1917 w Komitecie Wykonawczym Pskowskiej Rady Robotników i Żołnierzy. W czasie buntu Ł. Korniłowa 29 sierpnia 1917 wyznaczony na dowódcę Frontu Północnego, na miejsce gen. Władysława Klembowskiego. 9 września zdjęty i skierowany do dyspozycji szefa sztabu Stawki. Od października 1917 dowódca garnizonu Mogilew. Będąc dowódcą garnizonu, przeszedł na stronę bolszewików.
Po rewolucji październikowej, 20 listopada 1917, wyznaczony na szefa sztabu naczelnego dowództwa. Po rozformowaniu, w lutym 1918 we Wszechrosyjskim Sztabie Głównym, następnie wyznaczony na dowódcę obrony Piotrogrodu i granic Rosji Sowieckiej w tym rejonie. Od marca do sierpnia 1918 wojskowy kierownik Wyższej Rady Wojskowej . Po jej likwidacji skierowany do Rady Komisarzy Ludowych. Od czerwca do lipca 1919 wykonywał obowiązki szefa Sztabu Polowego Rewolucyjnej Rady Wojskowej Republiki, następnie w komisji zbierającej materiały i doświadczenia I wojny światowej. Od marca 1919 szef Wyższego Zarządu Geodezyjnego, na którego czele stał do października 1923. W 1925 zorganizował biuro „Zdjęcia Lotnicze”. Od 1928 w dyspozycji Rewolucyjnej Rady Wojskowej ZSRR.
W 1944 mianowany generałem porucznikiem Armii Radzieckiej. Po wojnie zaangażowany w pracę naukową. Autor prac z taktyki wojskowej oraz 9 tomowego wydawnictwa pt. Geodezja. Ponadto jest autorem: Вся власть Советам. Воспоминания (Cała władza w ręce rad. Wspomnienia) – Był odznaczony Orderem Świętego Włodzimierza III i IV klasy, Orderem Świętej Anny II i III klasy, Orderem Świętego Stanisława II i III klasy.